# جون ويليام ويلسون (مهندس معماري)
جون ويليام ويلسون (بالإنجليزية: John William Wilson)‏ هو مهندس معماري أسترالي، (و. 1829  م).